# 埃爾埃斯皮諾 (博亞卡省)
埃爾埃斯皮諾是哥倫比亞的城鎮，位於該國東北部，由博亞卡省負責管轄，距離首府通哈238公里，始建於1790年12月11日，面積70平方公里，海拔高度3,105米，2005年人口3,914人。
6°35′N 72°25′W / 6.583°N 72.417°W